# Croácia nos Jogos Olímpicos de Inverno de 2002
A Croácia participou dos Jogos Olímpicos de Inverno de 2002 em Salt Lake City, nos Estados Unidos. O país estreou nos Jogos em 1992 e em Salt Lake City fez sua 4ª apresentação.

## Medalhas
| Atleta          | Esporte      | Evento                  | Medalha |
| --------------- | ------------ | ----------------------- | ------- |
| Janica Kostelić | Esqui alpino | Combinado feminino      | Ouro    |
| Janica Kostelić | Esqui alpino | Slalom feminino         | Ouro    |
| Janica Kostelić | Esqui alpino | Slalom gigante feminino | Ouro    |
| Janica Kostelić | Esqui alpino | Super-G feminino        | Prata   |